# Paonias exaecata
Paonias exaecata är en fjärilsart som beskrevs av John Abbot och Smith 1797. Paonias exaecata ingår i släktet Paonias och familjen svärmare. Inga underarter finns listade i Catalogue of Life.